# Siri Gjære

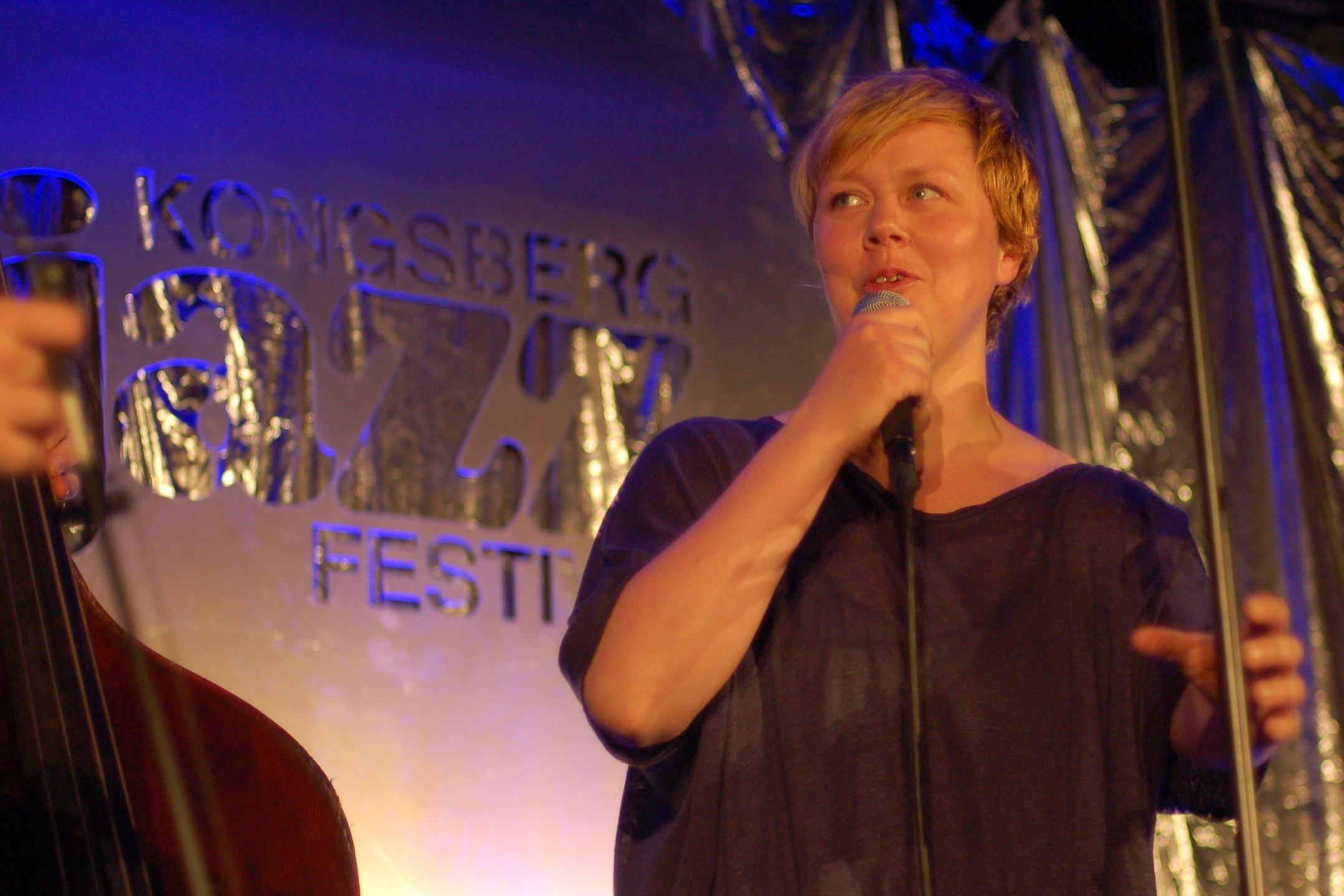
Siri Gjære (2011)

Siri Gjære (* 1. Februar 1972) ist eine norwegische Jazzmusikerin (Gesang).

## Wirken
Gjære studierte von 1995 bis 1997 im Jazzprogramm des Trondheimer Musikkonservatoriums.
Ab 1999 war Gjære Mitglied der Band Cricket Club (mit Andreas Aase und Steinar Raknes). Mit Tord Gustavsen gründete sie das Duo Aire & Angels, das seit 1999 zwei Alben veröffentlichte. Unter eigenem Namen legte sie 2001 ihr Debütalbum Love Seriously Damages Health vor. Auch arbeitete sie mit Eldbjørg Raknes, Stian Carstensen und Steinar Raknes zusammen. In dem Musical Survival Kit von Klaus Hagerup, Benedicte Adrian und Ingrid Bjørnov spielte sie die Titelrolle. Dessen Musik wurde auf dem Album Survival Kit (2006) veröffentlicht und von ihr beim Festival Vossajazz 2007 mit Maria Kannegaard (E-Piano), Jarle Bernhoft (Gesang, Gitarre) und Andreas Tor Haugerud (Schlagzeug) präsentiert. Weiterhin trat sie mit dem Trondheim Jazz Orchestra auf (We Are?, 2005, mit Eirik Hegdal). Mit Kirsti Huke bildete sie das Duo Tullkattesnutene, das sich auf Kindermusik spezialisierte. Unter dem Pseudonym Lynn Gordon war sie mit der Rockband The Moving Oos tätig, mit der auch zwei Alben entstanden. Auch komponierte sie für den Film.
Außerdem lehrt Gjære seit 2007 am Musikkonservatorium der NTNU Jazzgesang, wo sie als Assistenzprofessorin tätig ist und bis 2016 das Vokalensemble Trondheim Voices leitete, mit dem sie auch auf Festivals auftrat.

## Preise und Auszeichnungen
Gemeinsam mit Kirsti Huke erhielt Gjære 2013 für Tullkattesnuteneden Spellemannprisen in der Kategorie „Musik für Kinder.“ 2014 folgte der Heddapris mit Asle Karstad und Eirik Hegdal in der Kategorie Musik/Klangdesign für das Album Improvoicing der Trondheim Voices.